# Поль Бодрі
Поль Бодрі (фр. Paul Baudry, повне ім'я Paul Jacques Aimé Baudry, 7 листопада 1828 — 17 січня 1886) — французький художник, представник академізму.

## Життєпис
Народився в провінції. В 16 років прибув у Париж на навчання зі стипендією від рідного міста, бо був сином кравця. Родина не могла самотужки сплатити навчання хлопця.
Цілком укладався в вимоги навчального закладу і не виявляв бунтарських якостей. Отримав Римську премію і право на подорож до Італії для удосконалення майстерності.

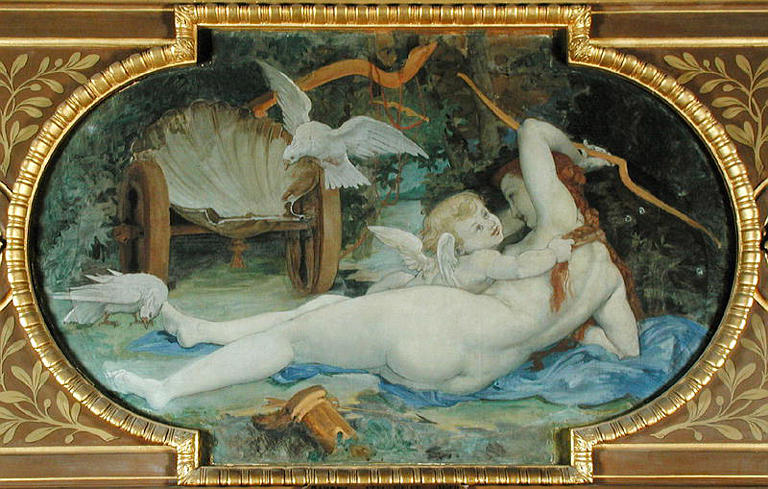
Декоративний твір «Венера бавиться з Амуром»

Серед митців минулого виділяв еротичні композиції Корреджо. Сам робив композиції з оголеною жіночою натурою, ніяк не виходячи за затверджені канони академічного живопису. Це відбилося у замовленнях на декоративні роботи. В декоративних творах звертався до образів, наближених до доби французького маньєризму 16 століття (Школа Фонтенбло). Так і не виробив яскравої художньої манери, що добре помітили мистецтвознавці Британії.
Серед відомих замов Поля Бодрі — декоративний живопис для інтер'єру фоє Паризької Опери. Замовником став імператор Наполеон ІІІ, що забезпечило художнику 10 добре проплачених років роботи.
Серед творів художника — декоративні стінописи в замку Шантійї.
Підтримав офіційний культ убивці Марата — Шарлоти Корде, який дієво підтримував двір і імператор Наполеон ІІІ. Несподівано створив полотно, що надало ореол героїчності французькій жінці з дворян, що самотужки стратила палкого ідеолога терору і страт —  Марата. Полотно Бодрі «Убивство Марата» мимоволі стало антитезою і запереченням уславленого полотна Смерть Марата, що створив художник Жак-Луї Давід в часи французької революції 1789–1793 рр. Оригінал Давіда був вивезений у Бельгію, де й зберігається донині. 
Імперія діяльно підтримала авторитет митця, зробивши його найпопулярнішою фігурою офіційного визнаного мистецтва.
Почав займатися портретним живописом. Серед них і портрет автора Опери — архітектора Шарля Ґарньє.
Відбув у східну країну перед виконанням декоративних робіт у церкві Мадлен. Помер у 1886 р. в Парижі, не встигши почати роботи в церкві.
Митцю поставлено пафосний надгробок на паризькому цвинтарі Пер Лашез.

## Вибрані твори
- «Викрадення Психеї»
- «Туалет Венери»
- «Фортуна і діти»
- «Алегорія Істини»
- «Каяття Марії Магдалини», різні варіанти
- «Цариця Зенобія, знайдена пораненою пастухами біля річки Аракс»
- п-т Альберта Бердлі
- п-т російського географа Чихачова П. О., Ермітаж
- п-т сеньйори Сезар
- п-т архітектора Шарля Гарньє, музей д'Орсе

## Галерея

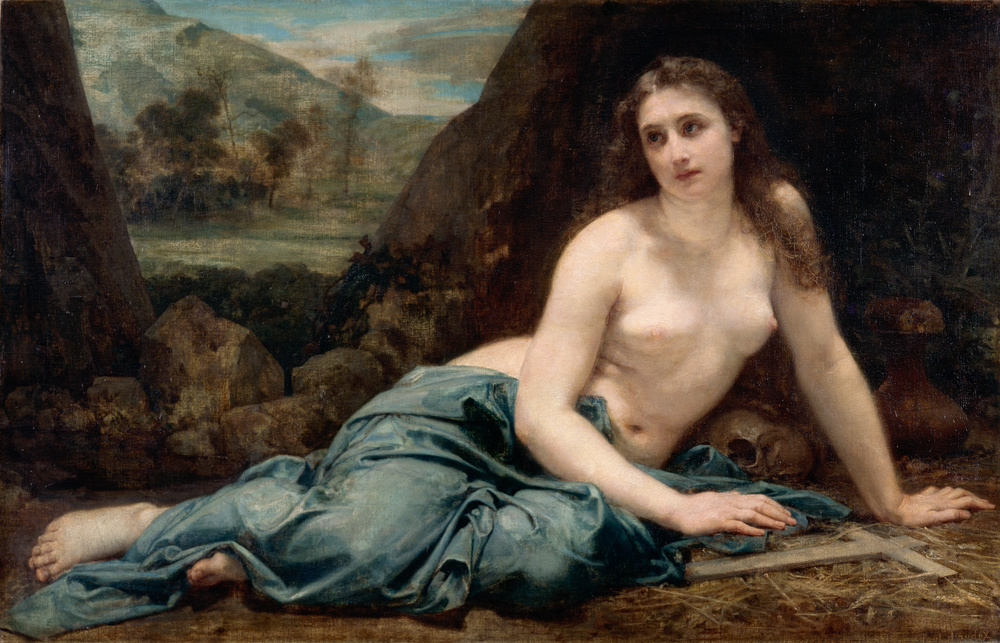
Бодрі, «Каяття Марії Магдалини»
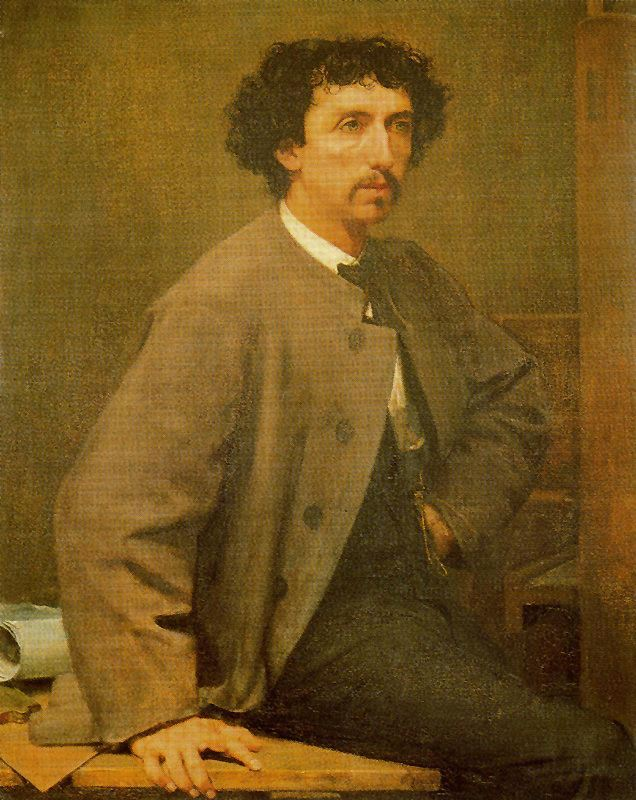
Портрет архітектора Щарля Гарньє, музей д'Орсе